# Zweedse kroon

Koers SEK - EUR.

De Zweedse kroon (Zweeds: svensk krona, meervoud: kronor) is de munteenheid van Zweden. De ISO 4217-code van de kroon is SEK en de afkorting is "kr". Een kroon bestaat uit 100 öre.
Het muntgeld is beschikbaar in 1, 2, 5 en 10 kronen. Het papiergeld is beschikbaar in 20, 50, 100, 200, 500 en 1000 kronen.
De Zweedse kroon is geïntroduceerd ter vervanging van de riksdaler. Dit was het resultaat van de Scandinavische Monetaire Unie die in 1873 was opgericht en tot de Eerste Wereldoorlog bestond (1 kroon was 0,403 gram goud, ofwel 0,666 Nederlandse gulden of 1,39 Franse frank).
Na de opheffing van de eenheid besloten Zweden, Denemarken en Noorwegen alle drie om "kroon" als naam van hun munteenheid te behouden. De verschillende kronen werden wel alle drie verschillende munten.
De Zweedse munten hebben een beeltenis van de zittende monarch aan de ene kant en het wapenschild van Zweden of een kroon aan de andere zijde. Het motto van de monarch is ook in de munt verwerkt. Een uitzondering hierop is de munt van 5 SEK, onder Karel XVI Gustaaf, waarop alleen het logo van de koning te zien is. De munt van 50 öre toonde de drie kronen uit het nationaal wapenschild.
Op de bankbiljetten staan nationaal en internationaal bekende Zweden, zoals Astrid Lindgren en haar creatie Pippi Langkous op het biljet van 20 kronen, en Greta Garbo op het biljet van 100 kronen.
In 2015 en 2016 werden nieuwe bankbiljetten en munten ingevoerd, waaronder een herinvoering van de munt van 2 kronen en het bankbiljet van 200 kronen.

## Huidige munten & biljetten

### Munten
De Zweedse kroon kent nog maar vier verschillende munten van respectievelijk 1 kroon, 2 kronen, 5 kronen en 10 kronen. Het muntstukje van 50 öre is op 30 september 2010 afgeschaft. De huidige generatie muntstukken heeft als thema 'sol, vind och vatten' (zon, wind en water). Dit is een verwijzing naar een nummer van Kenneth en Ted Gärdestad.
| Waarde    | Diameter | Dikte   | Gewicht | Rand                                        | Samenstelling             | Beschrijving voorkant           | Beschrijving achterkant                                                                            |
| --------- | -------- | ------- | ------- | ------------------------------------------- | ------------------------- | ------------------------------- | -------------------------------------------------------------------------------------------------- |
| 1 kroon   | 19,50 mm | 1,79 mm | 3,60 g  | Fijne kartel                                | Staal met een koperlaagje | Portret van de koning, slagjaar | Drie kroontjes en de tekst '1 KRONA' omgeven door een gestileerde corona                           |
| 2 kronen  | 22,50 mm | 1,79 mm | 4,80 g  | Glad en gekarteld in segmenten              | Staal met een koperlaagje | Portret van de koning, slagjaar | Drie kroontjes en de tekst '2 KRONOR'. Hiertussen een gestileerde wervelwind.                      |
| 5 kronen  | 23,75 mm | 1,95 mm | 6,10 g  | Glad                                        | Nordic gold               | Portret van de koning, slagjaar | Drie kroontjes en de tekst '5 KRONOR'. Naast de tekst telkens een golfpatroon dat water verbeeldt. |
| 10 kronen | 20,50 mm | 2,90 mm | 6,60 g  | 8 afwisselende segmenten 4 glad 4 gekarteld | Nordic gold               | Portret van de koning, slagjaar | Drie kroontjes overlapt door het cijfer 10.                                                        |

### Bankbiljetten
De huidige generatie biljetten werd in twee fases ingevoerd, in oktober 2015 en oktober 2016, en beschikt over twee thema's. Op de voorkant staan bekende Zweden uit de 20e en 21e eeuw, en op de achterkant een schets van de natuur uit bepaalde Zweedse landschappen die verbonden zijn met de persoon op de voorkant van het biljet. Voor het ontwerp van de biljetten werd een wedstrijd uitgeschreven onder kunstenaars en speciale ontwerpbureaus. Het winnende ontwerp is van de Zweedse kunstenaar Göran Österlund.
| Waarde      | Afmetingen  | Kleur          | Portret          | Landschap |
| ----------- | ----------- | -------------- | ---------------- | --------- |
| 20 kronen   | 120 × 66 mm | Paars          | Astrid Lindgren  | Småland   |
| 50 kronen   | 126 × 66 mm | Oranjegeel     | Evert Taube      | Bohuslän  |
| 100 kronen  | 133 × 66 mm | Blauw          | Greta Garbo      | Stockholm |
| 200 kronen  | 140 × 66 mm | Groen          | Ingmar Bergman   | Gotland   |
| 500 kronen  | 147 × 66 mm | Rood           | Birgit Nilsson   | Skåne     |
| 1000 kronen | 154 × 66 mm | Grijs en bruin | Dag Hammarskjöld | Lapland   |

Het jaar waarin een bepaald biljet gedrukt is valt makkelijk af te leiden uit het serienummer. Het eerste cijfer uit deze tiencijferige code komt namelijk overeen met het jaartal. Voorbeeld: 6111659575 is gedrukt in 1996 of 2006 al naargelang om welk type biljet het gaat.

### Muntmeesters
In Zweden staat op elke muntstuk geslagen door de Zweedse Rijksbank een muntmeesterteken. Hieronder volgt een lijst van alle muntmeesters, hun teken en hun periode vanaf 1633 (vanaf koningin Christina I van Zweden). Het huidige symbool is SI, dit staat voor Stefen Ingves, directeur-generaal van de Zweedse Rijksbank.
| Naam            | Muntmeesterteken | Periode   |
| --------------- | ---------------- | --------- |
| M. Kock         | MK               | 1633-1639 |
| A. Grooth       | AG               | 1641-1646 |
| D.M. Kock       | DK               | 1646-1650 |
| M. Hack         |                  | 1652-1658 |
| G. Wagner       | GW               | 1658-1664 |
| J.F. Herman     | FI               | 1663      |
| I. Kock         | IK               | 1664-1665 |
| A. Kock         | AK               | 1644-1668 |
| C. Conradi      |                  | 1669-1672 |
| D. Faxell       | DF               | 1672-1683 |
| A. Strömmer     | AS               | 1684-1699 |
| H. Zedritz      | HZ               | 1700-1706 |
| L. Careelberg   | LC               | 1706-1722 |
| G. Zedritz      | GZ               | 1722-1738 |
| H. Malmberg     | HM               | 1738-1762 |
| A. Lindberg     | AL               | 1762-1773 |
| O. Lidjin       | OL               | 1773-1819 |
| L. Bergencreutz | LB               | 1819-1821 |
| C. Borg         | CB               | 1821-1837 |
| A. Grandinson   | AG;G             | 1838-1855 |
| S. Tham         | ST;T             | 1855-1876 |
| E. Brusewitz    | EB               | 1876-1908 |
| K.-A. Wallroth  | W                | 1908-1927 |
| A. Grabe        | G                | 1927-1945 |
| T. Swensson     | TS               | 1945-1961 |
| U. Ulvfot       | U                | 1961-1986 |
| B. Dennis       | D                | 1986-1994 |
| U. Bäckström    | B                | 1994-2002 |
| L. Heikensten   | H                | 2002-2005 |
| S. Ingves       | SI               | 2006-     |

## De euro
In 2003 werd in Zweden een referendum gehouden over het invoeren van de euro. Een meerderheid van de Zweden (55,9 %) koos in dit referendum tegen invoering. Zweden heeft zich echter bij de toetreding tot de Europese Unie in 1995 verplicht om toe te treden tot de euro. Zweden denkt deze verplichting te kunnen tegenhouden door niet te voldoen aan een van de formele vereisten om toegelaten te worden tot de eurozone, het ten minste twee jaar lid zijn van ERM II. Zweden heeft tot nu toe geweigerd zich hierbij aan te sluiten. In Haparanda is de euro wel een wettig betaalmiddel; dit in verband met de handel met Finland.

## Trivia
- De Zweedse kroon was een van de mogelijk te winnen valuta's in het programma 1 Miljoen Wat?. Op de Singaporese dollar en de euro na was het de hoogste[bron?] die te winnen viel.